# بيتروكوريون (كسانثي)
بيتروكوريون (Πετροχώριον) هي مدينة في كسانثي في مقاطعة فوريا إلادا في اليونان.